# عقدة مادونا والعاهرة

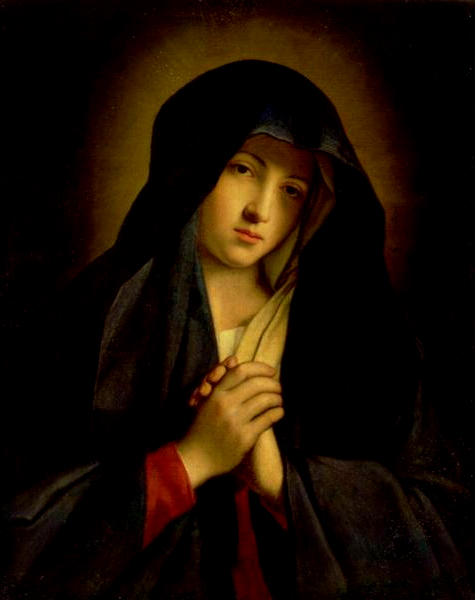

في الأدب التحليلي، تكون عقدة مادونا والعاهرة هي عدم القدرة على الحفاظ على الإثارة الجنسية خلال علاقة ملتزمة ومحبة. أول من حدده سيغموند فرويد، تحت عنوان العجز النفسي  ، يقال إن هذه العقدة النفسية تتطور لدى الرجال الذين يرون النساء إما كأمهات قديسات أو عاهرات. الرجال الذين لديهم هذه الرغبة المعقدة يتشوقون إلي شريكة جنسية تكون فاسقة (العاهرة) في حين أنهم لا يستطيعون إرضاء الشريك المحترم (مادونا). وكتب فرويد: «عندما يحب هؤلاء الرجال لا يرغبون وعندما يرغبون لا يمكنهم أن يحبوا.»  عالم النفس السريري أوي هارتمان، الذي كتب في عام 2009، ذكر أن هذه العقدة «لا تزال منتشرة للغاية بين المرضى اليوم».
في السياسة الجنسية، فإن النظر للنساء على أنها إما أمهات طاهرات أو عاهرات يحد من التعبير الجنسي للمرأة، وتقدم طريقتين متبادلتين لبناء هوية جنسية.
يستخدم المصطلح أيضًا بشكل شائع، في بعض الأحيان بمعانٍ مختلفة بمهارة.

## الأسباب
جادل فرويد أن عقدة مادوناوالعاهرة سببه انشقاق بين التيار العاطفي والجنسي في رغبة الذكور. عقدة أوديب وعقدة الخصاء التي تمنع شعور الحب للمحارم من الانجذاب لإمرأة مرغوبة حسياً: «إن مجال الحب الكلي لهؤلاء الأشخاص يبقى منقسمًا في الاتجاهين المتجسدين في الفن مثل الحب المقدس أو حب مدنس (أو حيواني)». من أجل تقليل القلق، يصنف الرجل النساء إلى مجموعتين: النساء اللاتي يمكن أن يعجب بهن والنساء اللواتي ينجذب لهن جنسياً.عندما يحب الرجل نساء من أي من الفئتين السابقتين، فإنه يحتقر ويخفض قيمة الفئة الأخري. يقترح المحلل النفسي ريتشارد توش أن فرويد قدّم شرحًا بديلاً واحدًا على الأقل لعقدة مادوناوالعاهرة:

 هذه النظرية السابقة لا تستند إلى قلق الإخصاء القائم على عقدة أوديب ولكن على كراهية الرجل المبدأية للمرأة.تحفز من قبل شعور الطفل أنه قد تعرض لتجربة إحباط لا يطاق و / أو إصابة نرجسية على يد والدته.ووفقًا لهذه النظرية، يسعى الصبي الذي تحول إلى رجل، في مرحلة البلوغ، إلى الثأر من سوء المعاملة هذه من خلال هجمات سادية على النساء اللواتي يقفن في صف الأم.
من الممكن أن يتفاقم هذا الشعور بالأنشقاق عندما يكبر الشخص الذي يعانيه علي يد أم باردة ولكنها تحميه أكثر من الطبيعي. النقص في الرعاية العاطفية تعزز بشكل مفارق العلاقات بالمحارم. مثل هذا الرجل غالباً ما يحكم على شخص لديه صفات أمومية، على أمل أن يفي بالحاجة إلى العواطف الأمومية غير الملباة في الطفولة، فقط من أجل تعويض المشاعر المكبوتة التي كانت تحيط به في العلاقة السابقة ومنع الرضا الجنسي في العلاقة الجديدة.
تدّعي نظرية أخرى أن عقدة مادونا والعاهرة مستمد من تمثيل النساء إما امهات طاهرات أو عاهرات في علم الميثولوجيا واللاهوت اليهودي-المسيحي بدلاً من العجز في النمو للرجل الواحد.

## السياسة الجنسية
اعتبرت نعومي وولف أن الثورة الجنسية شددت على نحو متناقض أهمية التقسيم بين مادونا والعاهرة، تاركة النساء يتعاملن مع أسوأ مظاهر الصورتين. ويرى آخرون أن كلا من الرجال والنساء يجدون انه من الصعب الدمج بين المشاعر الحسية والأنوثة المثالية في نفس العلاقة.

## في الثقافة الشعبية
- ألفريد هتشكوك استخدم التفريع مادونا والعاهرة كنمط مهم لتمثيل المرأة.[13]

في «فيرتيغو» (عام 1958)، على سبيل المثال، يصور كيم نوفاك امرأتين لا يمكن للبطل أن يوفق بينهما: امرأة مجنونة، شقراء، متطورة، مكبوتة جنسيا تمثل «مادونا الطاهرة»، وامرأة حادة، ذات شعر أسود، شهوانية تمثل «العاهرة».
- أفلام مارتن سكورسيزي، سائق التاكسي والثور الهائج، تتميز بحس جنسي، كلاهما يلعبه روبرت دي نيرو، الذي يظهر عقدة مادونا - العاهرة مع النساء الاتي يتقابلن معه.
- في قصة الرعب الأمريكية: اللجوء ، التي وضعت لجوء عقلي خلال الستينيات، وهو الوقت الذي كان فيه مجال التحليل النفسي في حالة من الفوضى، فإن الشخصية المكبوتة الدكتورة آرثر آردن، كما صورها جيمس كرومويل، تركز على راهبة تبدو بريئة وطاهرة. عندما تطلبه جنسياً في وقت لاحق، فهو يكسر بشدة ثم يدمر تمثالا لمريم العذراء (أ. م. مادونا)، يصرخ «عاهرة!» في ذلك اتهام. في وقت سابق من هذه السلسلة، أظهر أردن للاشتراك في نظرية فرويد حول الجنس الأنثوي.
- سلطت باميلا خيرتشويل الضوء على «نطاق نساء ديلان، اللاتي قد يبدأن في كثير من الأحيان بشكل بسيط مثل المدونا والعاهرات، لكن في كثير من الأحيان يستمر في تقويض بعضهن البعض في انعكاسات مذهلة».[15]

## العلاج
ويتمثل علاج تلك العُقدة بتوضيح مجموعة حقائق تساعد في إزالة الأوهام عن الطُهر والدناسة، فممارسة الجنس لا يُدنس الأنسان، والتعري ليس انتقاصا للفرد والحوار مع الشريكة بشكل مباشر وصريح وتجنب الإنكار وتجاهل الرغبات هي عوامل أساسية تضمن نجاح العلاقة بشكل صحي.